# Myoglobine

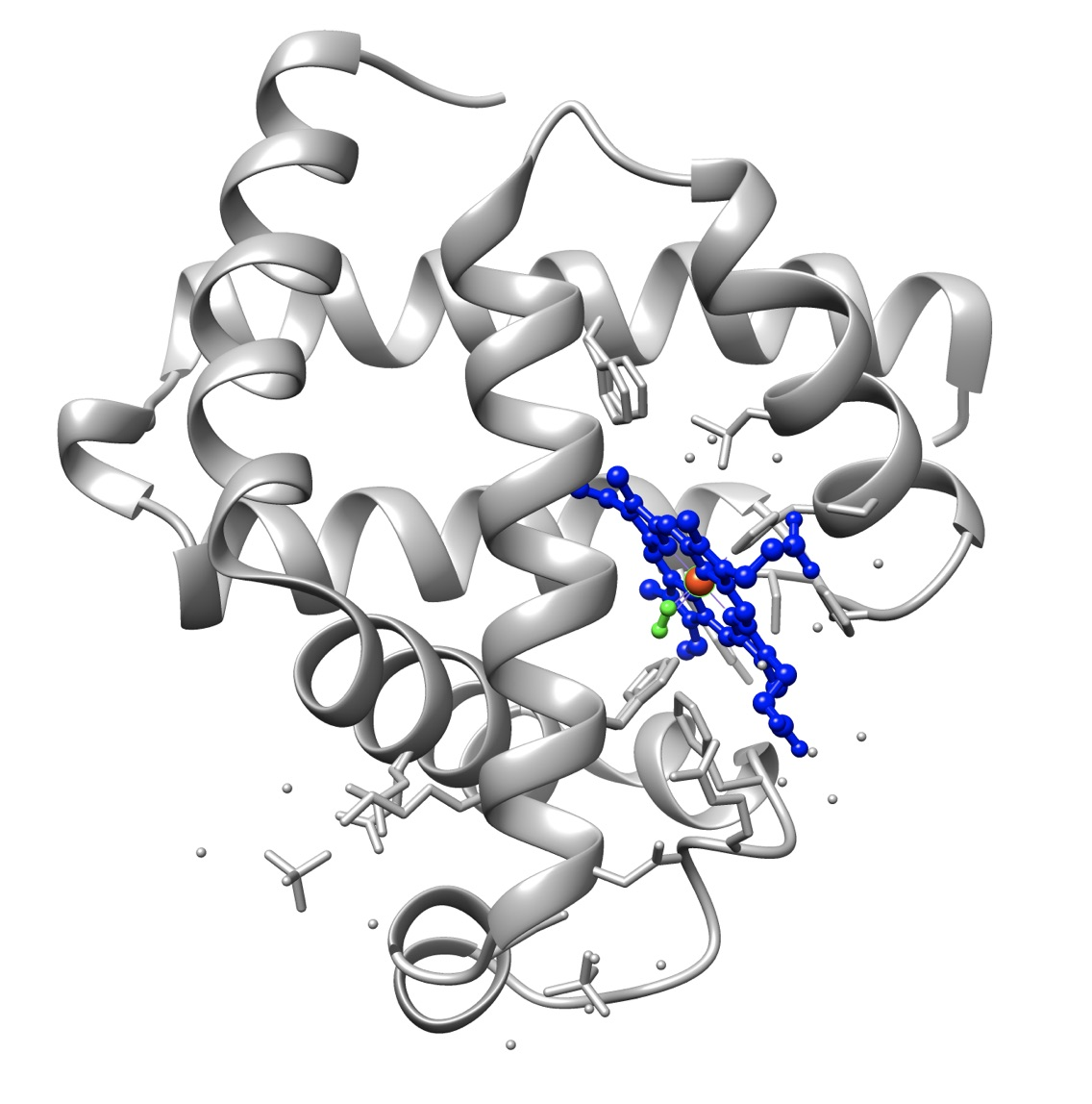
Myoglobine met gebonden zuurstof. De afbeelding toont de structurele verandering wanneer zuurstof wordt gebonden aan het ijzeratoom van de heem-prostetische groep. De zuurstofatomen zijn groen gekleurd, het ijzeratoom is rood gekleurd en de heemgroep is blauw gekleurd

Myoglobine (Mb) is een zuurstofbindend eiwit dat in grote hoeveelheden voorkomt in de spieren van gewervelde dieren. Het is een relatief klein eiwit (molecuulgewicht 17.053 Dalton) en verwant aan de vier subeenheden van hemoglobine. Het eiwit bestaat uit één keten van 153 aminozuren. De secundaire structuur bestaat uit acht alfa-helices. Het actieve centrum van myoglobine is de zogenaamde heemgroep, een ijzerhoudend protoporfyrine. Het ijzerion van de heemgroep is middels een histidine, het zogenaamde proximale histidine, aan een proteïnematrix gebonden. Vier verdere liganden van het ijzerion binden aan de stikstofatomen van de pyrrool-groepen. Op de overblijvende zesde bindingsplaats van het ijzeratoom zit een zuurstofmolecuul. In fysiologisch actieve toestand bestaat het ijzer uit het tweewaardige ijzer. In tegenstelling tot hemoglobine bindt myoglobine de zuurstof niet positief coöperatief, maar onafhankelijk van de zuurstofconcentratie in de omgeving. Myoglobine komt alleen voor in de hartspier- en skeletspiercellen van gewervelden. Het komt in hoge concentraties in de cellen voor (tot ongeveer 100 µmol/l) en zorgt voor de rode kleur van de spieren. Karakteristiek voor het absorptiespectrum van het eiwit, de zogenaamde soretband, zijn de golflengtes 418 nanometer van de met zuurstof geligandeerde vorm en van 434 nm voor de niet geligandeerde vorm. De soretband is een zeer sterke absorptieband in het blauwe gebied van het optisch absorptiespectrum van een heemeiwit.
Aan myoglobine nauw verwant is cytoglobine, dat in bijna alle cellen van de gewervelde dieren voorkomt en waarschijnlijk ook voor zuurstofbinding dient.

## Functie
Myoglobine (MbO2) transporteert zuurstof vanaf de celmembraan naar de mitochondriën in de cel. Het myoglobine van potvissen was het eerste eiwit waarvan John Kendrew in 1959 de structuur vaststelde met behulp van röntgenkristallografie. Dit pionierswerk werd de grondslag voor de latere structuuropheldering van hemoglobine door Max Perutz in 1968. Beide wetenschappers kregen hiervoor in 1962 de Nobelprijs voor Scheikunde.

## Medische toepassing
Myoglobine komt vrij bij schade aan hart- en skeletspierweefsel en wordt door de nieren met de urine uitgescheiden (myoglobinurie). Bij veel ziekten maakt spierverval grote hoeveelheden myoglobine vrij, zoals bij verwondingen, verbrandingen, bevriezing of alcoholmisbruik. Als de spiercellen beschadigd raken gaan de cellen kapot waardoor myoglobine naar het bloed lekt. Het hart is een spier en bevat dus ook myoglobine. Bij een hartaanval krijgt het hart te weinig zuurstof en dat geeft schade aan de hartspier. De patiënt krijgt hierdoor last van pijn op de borst en kortademigheid. Als de hartspiercellen kapot gaan is binnen twee uur myoglobine meetbaar in het bloed. Myoglobine wordt gebruikt in combinatie met troponine om een myocardinfarct al in een vroeg stadium aan te tonen. Extreem verhoogde waarden kunnen leiden tot nierfalen. Een eerste aanwijzing voor een voor de nieren schadelijke rabdomyolyse is een verhoogde CK-concentratie in het bloed.
1. ↑  https://www.labogids.info/lab/test/details/854